# Kikai-Caldera

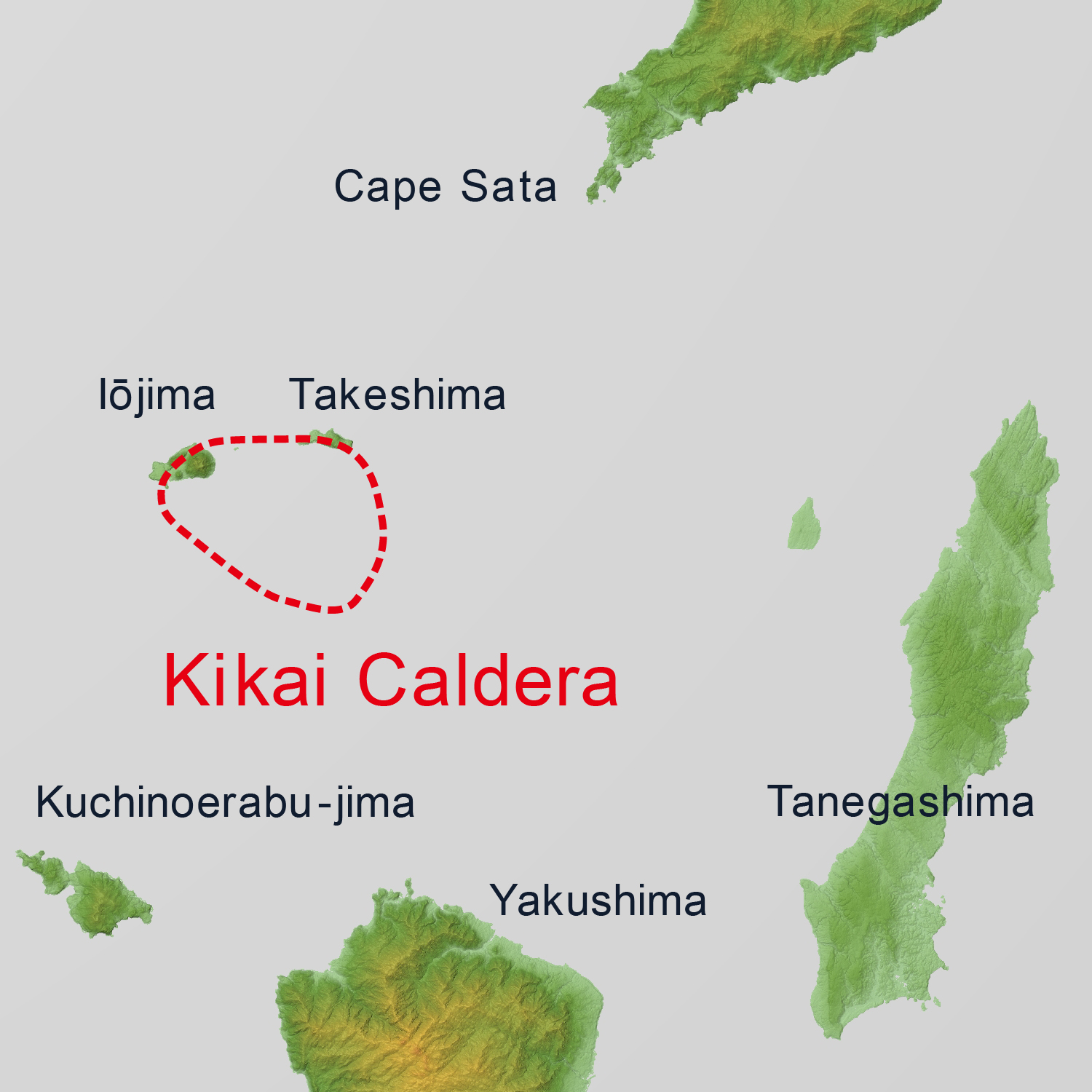
Lage und Ausdehnung der Kikai-Caldera

Die Kikai-Caldera (japanisch 鬼界カルデラ, Kikai-karudera) ist eine große Unterwasser-Caldera mit einem durchschnittlichen Durchmesser von 19 Kilometern. Sie liegt inmitten der zur japanischen Präfektur Kagoshima gehörenden Ōsumi-Inseln.

## Geographie und Geologie
Die Kikai-Caldera ist Teil des Pazifischen Feuerrings. Sie befindet sich im Übergangsbereich vom japanischen Festland (Kyūshū) zum nördlichen Inselbogenabschnitt der Ryūkyū-Inseln. Die Caldera liegt über der Subduktionszone der Philippinenseeplatte, die im nördlichen Ryūkyū-Graben unter das Ostchinesische Meer bzw. den östlichen Kontinentalrand der Eurasischen Platte mit einer Geschwindigkeit von 49 Millimeter/Jahr in nordwestlicher Richtung abtaucht. GPS-Messungen belegen für den Bereich der Caldera einen recht geringen Bewegungsvektor von rund 5 Millimeter/Jahr gen Südost. Das Ostchinesische Meer zeigt mit dem auf das Festland übergreifenden Beppu-Shimabara-Graben des nördlichen Okinawa-Trogs eine in diesem Bereich beginnende, sich noch im Rift-Stadium befindliche Backarc-Spreizung. Weiter nördlich schließen sich auf Kyūshū mit der Ata-, der Aira- und der Kakuto-Caldera weitere Riesencalderen an, die ebenfalls hochexplosiven Ursprungs sind. Das weiter südwestlich gelegene Kuchinoerabu-jima besitzt Kompositstratovulkane und auch die sich anschließenden Amami-Inseln weisen ihrerseits größere Stratovulkane auf.

## Entstehung und Auswirkungen
Die elliptische Caldera (Nord-Süd-Richtung 17 Kilometer, Ost-West-Richtung 20 Kilometer) ist die Folge eines ultraplinianischen Vulkanausbruchs um 4550 v. Chr. mit der Stärke 7 auf dem Vulkanexplosivitätsindex. Die Topographie des Meeresbodens deutet auf eine doppelte Kollapsstruktur hin. Es wurden mehr als 150 Kubikkilometer an Gesteinsmassen ausgeworfen. Damit handelte es sich seit dem Ende der letzten Eiszeit um eine der sechs heftigsten Eruptionen im Holozän (Atlantikum). Der pyroklastische Strom der Eruption („Takeshima-Pyroklastit“) erreichte die 100 km entfernte südliche Küste von Kyūshū und die koignimbritische Asche („Akahoya-Tephra“) flog bis nach Hokkaidō. Der Ausbruch erzeugte überdies einen gewaltigen Tsunami. Die Umweltzerstörungen waren enorm, so erlitt beispielsweise die Pflanzenwelt im Süden Kyūshūs bleibende Schäden. Die Auswirkungen auf die Menschen der damaligen Frühesten Jōmon-Zeit dürften ebenfalls katastrophal gewesen sein.

## Vulkanologie
Die Kikai-Caldera entstand auf einem aktiven Stratovulkan, der dem Meeresboden des Pazifiks aufsitzt.
Bereits vor diesem Ereignis hatten sich am Kikai-Vulkan drei weitere Glutwolkenausbrüche ereignet:
- „Funakura-Bims“ auf Iojima und „Funakura-Pyroklastit“ auf Takeshima, Zeitraum 7700 bis 4550 v. Chr.
- „Nagase-Pyroklastit“, nur auf Takeshima erhalten, zirka 75.000 Jahre BP[7]
- „Koabiyama-Pyroklastit“ auf beiden Inseln, älter als 75.000 Jahre BP.

Zwischen den jüngsten beiden Pyroklastiten wurde auf beiden Inseln um 7700 bis 7300 v. Chr. die „Kikai-Komoriko-Tephra“ abgelagert.
Die vulkanischen Aktivitäten sind seit dem Superausbruch im 44. Jahrhundert v. Chr. keinesfalls erloschen. Kleinere (VEI 2), vorwiegend Tephra-Eruptionen ereigneten sich recht häufig am Iō-dake (硫黄岳), einem 704 Meter (bzw. auch 717 Meter) hohen vulkanischen Gipfel auf der Insel Iō-jima (zu Deutsch Schwefelinsel), welche auch Tokara-Iō-jima (トカラ硫黄島) oder Satsuma-Iō-jima (薩摩硫黄島) genannt wird. Insgesamt wurden sechs Tephrapakete am Fuß des Iō-dake abgelagert, die sich voneinander durch Bodenhorizonte abtrennen lassen. Die ersten beiden Pakete fallen in den Zeitraum 4550 bis 1940 v. Chr., die obersten vier in den Zeitraum 260 v. Chr. bis 1030 n. Chr.
Am Hang des Iō-dake können ferner noch zwei Bimseinheiten ausgeschieden werden, die durch eine pyroklastische Surge-Ablagerung getrennt werden. Die untere Bimslage stammt aus dem Jahr 820 n. Chr., die Surge-Ablagerung aus dem Jahr 1010 n. Chr. und die obere Bimslage aus dem Jahr 1420 n. Chr.
Der Iō-dake ist überdies für seine seit dem Jahr 1000 n. Chr. ständig andauernde Fumarolentätigkeit bekannt.
Der wesentlich niedrigere Kegel des Inamura-dake wird aus zwei Tephrapaketen mit abtrennendem Paläoboden aufgebaut, welche während der Zeitspanne 1940 bis 260 v. Chr. gefördert wurden.
Im Jahr 1934/35 tauchte mit Showa-Iō-jima eine neue Insel aus dem Meer auf. Sie misst 500 × 300 Meter und ihr Lavadom ragt nur 26 Meter aus dem Meer.
Die letzten Eruptionen fanden 2002, 2004 und 2013 statt.

### Chemische Zusammensetzung
Die Auswurfmassen der Haupteruption bestehen aus einem Pyroxen-haltigen Dazit. Die Tephralagen des Iō-dake sind dazitisch bis rhyolithisch, wohingegen der Inamura-dake aus basaltischer Asche aufgebaut wird. Die neue Insel Showa-Iō-jima zeigt dazitische bis rhyolithische Zusammensetzung. Vor Einsetzen der Pyroklastit-Eruptionen herrschte am Kikai-Vulkan bimodaler Vulkanismus mit Basalten und rhyolithischen Laven.
Angeführt seien Gesteinsanalysen vom Inamura-dake, Iō-dake (Durchschnittswert von drei Analysen) und von Showa-Iō-jima (vier Analysen):
| Oxid Gew. % | Inamura-dake | Iō-dake | Showa-Iō-jima |
| ----------- | ------------ | ------- | ------------- |
| SiO2        | 55,04        | 66,99   | 64,51         |
| TiO2        | 0,80         | 0,31    | 0,24          |
| Al2O3       | 14,60        | 13,90   | 16,25         |
| FeOtot      | 5,58         | 5,36    | 5,02          |
| MnO         | 0,22         | 0,09    | 0,12          |
| MgO         | 5,91         | 1,06    | 2,33          |
| CaO         | 9,13         | 4,45    | 5,42          |
| Na2O        | 1,76         | 3,49    | 3,41          |
| K2O         | 0,41         | 1,82    | 1,66          |
| P2O5        | 0,43         | 0,31    | 0,19          |

Sämtliche Gesteine sind subalkalisch und gehören der vulkanischen Hauptreihe an. Bei der Analyse von Inamura-dake handelt es sich um einen basaltischen Andesit mit niedrigen Kalium-Werten (Niedrig-K-Serie, engl. low-K) und mit tholeiitischen Affinitäten. Iō-dake  und Showa-Iō-jima sind dazitisch mit mittleren Kalium-Werten (Mittel-K-Serie, medium-K) und kalkalkalischen Affinitäten.

## Datierung
Die Akahoya-Tephra wurde mittels der Radiokarbondatierung auf 6500 Jahre BP bzw. auf 4550 Kalenderjahre v. Chr. datiert. Im Global Volcanism Program werden 4350 v. Chr. als Eruptionsdatum angegeben. Archäologische Methoden lieferten jedoch ein etwas höheres Alter von 7300 Jahren BP bzw. 5350 Jahren v. Chr. Warvenchronologisch wurden Tephraablagerungen im brackischen Suigetsu-See nördlich von Kyōto von Fukusawa (1995) mit 7324 Warvenjahren ermittelt; dies entspräche folglich 5329 v. Chr. Eine im Februar 2024 erschienene Veröffentlichung datiert das Ereignis auf 7300 Jahre BP und nennt es den möglicherweise größten Ausbruch des Holozäns mit bis zu 457 Kubikkilometer ausgestoßenem vulkanischem Material.